# Вояджър 1
„Вояджър 1“ (на английски: Voyager 1) е автоматичен космически апарат, изследвал външните части на Слънчевата система. Изстрелян е на 5 септември 1977 г. и към 2024 г. е все още функциониращ, макар и с намалени възможности. Апаратът е най-отдалеченият обект с човешки произход, на разстояние от 24,4 млрд. km (163 АЕ, 16 март 2024 г.) от Земята и се счита, че е навлязъл в хелиопаузата. След достигане на втора космическа скорост спрямо Слънцето, Вояджър 1 се намира на хиперболична траектория. Заедно с „Пионер 10“, „Пионер 11“ и „Вояджър 2“, апаратът е един от четирите междузвездни апарати.
Основните цели на мисията са изследване на планетите Юпитер и Сатурн, както и техните спътници и пръстени. Текущите му цели са свързани с установяване на границите на хелоипаузата и измервания на слънчевия вятър в междузвездното пространство.
Счита се, че генераторите на електрическа енергия на борда на апарата ще осигуряват достатъчно мощност за комуникация със Земята до 2025 г.

## Планиране и изстрелване
Вояджър 1 първоначално е планиран като Маринър 11, продължение на програмата Маринър. Конструиран е специално с цел използване на гравитационните полета на газовите гиганти за ускоряване до скорост, достатъчна за напускане на Слънчевата система. В края на 1970-те години взаимното разположение на външните планети е особено благоприятно за последователното им посещение с минимален разход на енергия.
Апаратът е изстрелян на 5 септември 1977 г. от Кейп Канаверъл във Флорида, САЩ, използвайки носител Титан IIIE/Кентавър, малко след Вояджър 2. Въпреки че е изстрелян втори, Вояджър 1 следва по-бърза траектория и достига до Юпитер и Сатурн преди Вояджър 2.
Любопитен факт е, че втората степен Титан IIIE се изключва с една секунда предварително, като това нарушава планираната траектория. Третата степен Кентавър обаче има достатъчно резерви, за да компенсира грешката.
Информация за оборудването виж в Програма Вояджър.

## Юпитер
Вояджър 1 започва наблюдения на Юпитер през януари 1979 г., като се сближава максимално с планетата на 5 март 1979 г., преминавайки на разстояние от 349 000 km от центъра на планетата. В продължение на 48 часа са заснети множество спътници, пръстени, магнитни полета и радиационни пояси около Юпитер. Вояджър 1 предава уникални снимки на Юпитер и спътниците му. За пръв път са получени фотографии на Юпитер, Йо и Калисто с висока разделителна способност. Наблюденията приключват през април същата година.
Важно откритие на двата апарата Вояджър е наличието на действащи вулкани на Йо, които не са забелязани при наблюдения от Земята и при прелитането на апаратите Пионер 10 и 11 около спътника.

## Сатурн
Гравитационното ускоряване чрез Юпитер е успешно и апаратът посещава Сатурн през ноември 1980 г., преминавайки на 124 000 km от горните слоеве на атмосферата на планетата на 12 ноември 1980 г. Апаратът прелита близо до спътниците Титан, Рея и Мимас. Открити са сложни структури в пръстените на планетата. Изследвана е атмосферата на Сатурн и неговия спътник Титан. Траекторията на апарата е променена специално с цел изследване на гъстата атмосфера на Титан, като по този начин Вояджър 1 напуска еклиптиката и прекратява планетните изследвания.

## Междузвездна мисия
Счита се, че Вояджър 1 и 2 разполагат с достатъчно енергия за осъществяване на комуникации и функциониране на част от инструментите до 2020 г. Апаратът дотогава ще има достатъчно енергия за всички инструменти. Тогава ще трябва да се изключи първия от многото инструменти, а до 2025 г. и последният ще трябва да бъде изключен.

### Хелиопауза
Инструментите на Вояджър 1 продължават да изучават Слънчевата система. Учените от JPL използват данни от плазмените експерименти на апарата за установяване на хелиопаузата.
Учени от университета „Джонс Хопкинс“ към катедрата по приложна физика считат, че Вояджър е преминал през граничния шок през февруари 2003 г. Други учени обаче остават скептични относно това откритие. На 25 март 2005 г. д-р Ед Стоун на събрание на Американския геофизичен съюз представя убедителни доказателства в полза на теория, според която апаратът е пресякъл граничния шок през декември 2004 г.
Вероятно ще бъдат необходими месеци преди въпросът да бъде напълно разрешен, но според изявление на НАСА, научния консенсус е че Вояджър 1 се намира в слънчевата обвивка. Учените предполагат, че апарата ще достигне хелиопауза някъде към 2015 г.

### Изминати разстояния
Към 29 май 2011 г., Вояджър 1 се намира на 17,413 милиарда km (116,34 АЕ) от Слънцето, като се отдалечава със скорост от 17,06 km/s (3,6 АЕ/година) или 10% по-бързо от Вояджър 2.
На 20 март 2013 г., ученият от Американската космическа агенция (НАСА) Едуард Стоун, обяви че Вояджър 1 е напуснал Слънчевата система. Така изминатото от Вояджър 1 разстояние става над 18 милиарда km или над 123(АЕ) пъти разстоянието от Земята до Слънцето.

## Хронология
- 5 септември 1977 – Изстрелване на апарата в 12:56:00 UTC
- 10 декември 1977 – Навлизане в астероидния пояс
- 19 декември 1977 – „Вояджър 1“ изпреварва „Вояджър 2“
- 8 септември 1978 – Напуска астероидния пояс
- 6 януари 1979 – Започва наблюдението на Юпитер
  - 5 март 1979 – Преминаване покрай спътниците на Юпитер: Амалтея, Йо и Европа
  - 5 март 1979 – Преминаване покрай спътниците Ганимед и Калисто
- 13 април 1979 – Приключва наблюдението на Юпитер
- 22 август 1980 – Започва наблюдението на Сатурн
  - 12 ноември 1980 – Преминаване покрай спътниците на Сатурн: Титан и Тетида
  - 12 ноември 1980 – Преминаване покрай спътниците Мимас, Енцелад, Рея и Хиперион
- 14 декември 1980 – Приключва наблюдението на Сатурн и започва разширената мисия
- 14 февруари 1980 – Последни снимки от програмата Вояджър на планетите от Слънчевата система
- 17 февруари 1980 – „Вояджър 1“ изпреварва Пионер 10 като най-отдалечен космически апарат от Слънцето
- 17 декември 2004 – Преминава граничния шок на 94 AU
- 2 февруари 2007 – Изключване на плазмените подсистемни операции
- 4 ноември 2007 – Изключване на плазмения подсистемен нагревател
- 16 януари 2008 – Изключване на планетарните радиоастрономически операции
- 25 август 2012 – Преминава хелиопаузата на 121 AU и излиза в междузвездното пространство
- 7 юли 2014 – Потвърждение, че е в междузвездното пространство
- 19 април 2016 – Изключване на ултравиолетовите спектрометрични операции
- 28 ноември 2017 – Тестови маневри за корекция на траекторията, за пръв път след първата корекция през ноември 1980 г.